# 얼 스크러그스

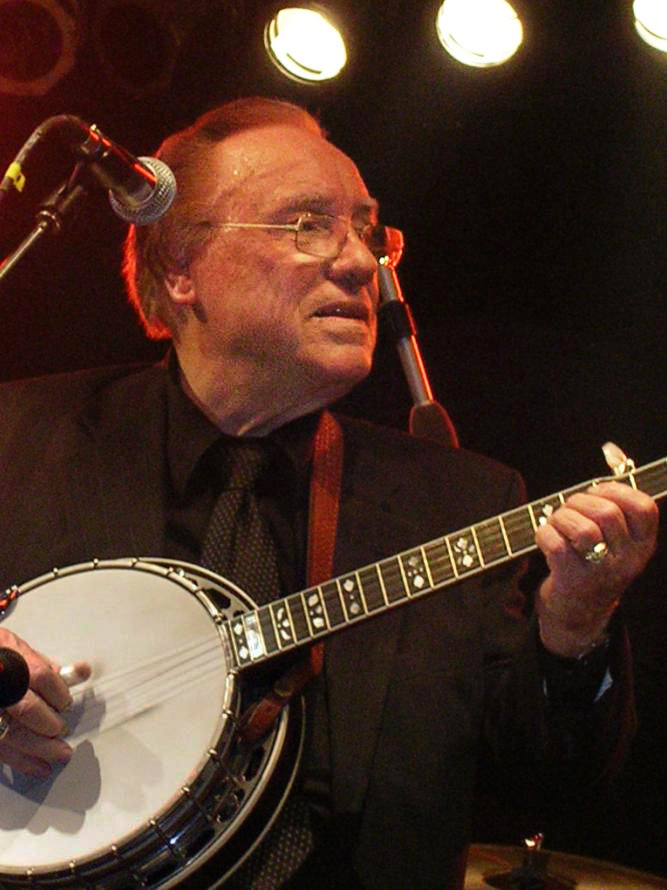

얼 유진 스크러그스(Earl Eugene Scruggs, 1924년 1월 6일 – 2012년 3월 28일)는 블루그래스 음악의 특징을 정의하는 " 스크러그스 스타일"이라고 하는 세 손가락 밴조 피킹 스타일을 대중화한 것으로 유명한 미국 음악가였다. 그의 세 손가락 연주 스타일은 이전에 연주되었던 다섯 현 밴조의 전통적인 방식과 근본적으로 달랐다. 이 새로운 스타일의 연주가 인기를 얻었고 밴조를 배경 리듬 악기로서의 이전 역할에서 솔로 상태로 끌어올렸다. 그는 여러 장르의 음악에 걸쳐 악기를 대중화했다.
스크러그스의 경력은 빌 먼로의 밴드에서 연주하도록 고용된 21세에 시작되었다. 그랜드 올 오프리에서 공연하고 히트곡을 녹음하는 먼로와의 상당한 성공에도 불구하고 스크러그스는 지친 여행 일정 때문에 먼로의 그룹에서 물러났다. 동료 밴드 멤버 레스터 플랫도 물러났고 그와 스크러그스는 나중에 플랫 앤 스크러그스 듀오에서 짝을 이루었다. 플랫 앤 스크러그스는 1960년대 초 블루그래스 음악을 주류 인기로 끌어 올렸다. 20년 동안 플랫 앤 스크러그스는 50개 이상의 앨범과 75개의 싱글을 녹음했다. 이 듀오는 1969년에 해체되었는데, 주된 이유는 스크러그스가 보다 현대적인 사운드에 맞게 스타일을 전환하기를 원했지만 Flatt는 변화에 반대하고 그렇게 하면 블루그래스 순수주의자의 팬 기반을 소외시킬 것이라고 믿었던 전통주의자였기 때문이다. 각자의 비전에 따라 새로운 밴드를 결성했지만 둘 다 팀으로서 이룬 성공을 되찾지 못했다. 스크러그스는 4개의 그래미 상, 그래미 평생 공로상을 받았다.